# Горки (Солецкий район)
Го́рки — деревня в Солецком муниципальном районе Новгородской области, административный центр Горского сельского поселения.
Деревня расположена на реке Леменка, на западе Новгородской области, к юго-западу от Сольцов.

## История
Впервые упоминается в писцовых книгах Шелонской пятины Новгородской земли 1498 года, относилась к Илеменскому погосту .

## Социально-значимые объекты
- Муниципальное общеобразовательное учреждение средняя общеобразовательная школа имени Юрия Михайловича Смирнова[3]
- Муниципальное дошкольное образовательное учреждение детский сад № 17[4].
- Отделение почтовой связи «Горки» почтамта Сольцы «ФГУП Почта России», почтовый индекс — 175061[5].
- Сельский дом культуры и сельская библиотека[6].